# Joel Despaigne
Joel Charles Despaigne (Santiago de Cuba, 2 de julho de 1966) é um ex-jogador cubano de voleibol.

## Biografia
Despaigne foi uma das principais estrelas da história dos esportes em Cuba e tornou-se conhecido internacionalmente como um atacante de rara habilidade. Nascido em Santiago de Cuba, Despaigne defendeu 350 vezes a seleção nacional de seu país. Eleito o melhor jogador de voleibol do mundo na temporada 1989/90, Despaigne recebeu várias ofertas para trabalhar no exterior; o Sisley Treviso, do campeonato italiano de voleibol, acenou com um contrato de US$ 600.000 por uma temporada. Mesmo com uma resistência inicial, Despaigne terminou por aceitar uma oferta do voleibol da Itália, feita pelo Paoletti Catania. Joel Despaigne jogou ainda pelo Roma Volley, após uma incursão no voleibol de praia e ter sido, por uma temporada, treinador do Diavoli Rossi Nicosia. Joel Despaigne vive na Itália.

## Premiações e honras
Seleção cubana de voleibol:
- 4º lugar nos Jogos Olímpicos de 1992
- 6º lugar nos Jogos Olímpicos de 1996
- Prata no Campeonato Mundial de 1990
- Ouro na Copa do Mundo de 1989
- Prata na Copa do Mundo de 1991 (escolhido na seleção dos melhores do torneio)
- Prata na Liga Mundial de 1991
- Prata na Liga Mundial de 1992
- Prata na Liga Mundial de 1994
- Ouro nos Jogos Pan-americanos de 1991
- Bronze nos Jogos Pan-americanos de 1995
- Ouro nos Jogos Centro-americanos de 1990
- Bronze no Campeonato Mundial Juvenil de 1985

## Curiosidades
Altura: 1,91 m
Ataque: 7,02 m
Bloqueio: 5,7 m